# Ferruccio Mengaroni
Ferruccio Mengaroni (Pesaro, 4 ottobre 1875 – Monza, 13 maggio 1925) è stato un ceramista italiano.

## Biografia
Nacque a Pesaro da Romolo Mengaroni, ingegnere e Teresina Giuliani. A causa del suo carattere turbolento, durante l'infanzia venne espulso da diverse scuole, e all'età di dodici anni venne mandato dal padre a lavorare nella fabbrica Molaroni, in via Luca della Robbia a Pesaro, dove iniziò a lavorare la ceramica. Rimase alla Molaroni fino al 1908 e in questi anni ebbe modo di impegnarsi nel recupero della tradizione ceramista rinascimentale, approfondendo le tecniche di lavorazione e restaurando opere antiche.
Durante l'esperienza alla Molaroni realizzò un'opera raffigurante la Madonna della Melagrana, dipinto di Botticelli, successivamente premiata alla Mostra delle ceramiche di Faenza del 1908. Sempre nel 1908 lasciò la fabbrica, per aprire una sua fornace, dove negli anni successivi realizzò molte opere ispirate alle produzioni rinascimentali marchigiane, spesso scambiate dagli antiquari come opere originali del rinascimento. 
Nel 1915 ampliò la sua fornace, costituendo, grazie al contributo dei fratelli Aristodemo ed Ettore Mancini, la manifattura M.A.P. (Maioliche Artistiche Pesaresi), dove si producevano principalmente vasi e utensili domestici, mattonelle e servizi da tavola. Contemporaneamente a quest'attività, Mengaroni realizzò opere di grandi dimensioni, esposte in diverse edizioni dell'esposizione universale, oltre a opere in ceramica ispirate al rinascimento, grazie alle quali conquistò fama internazionale.

## Biennale di Monza e la morte

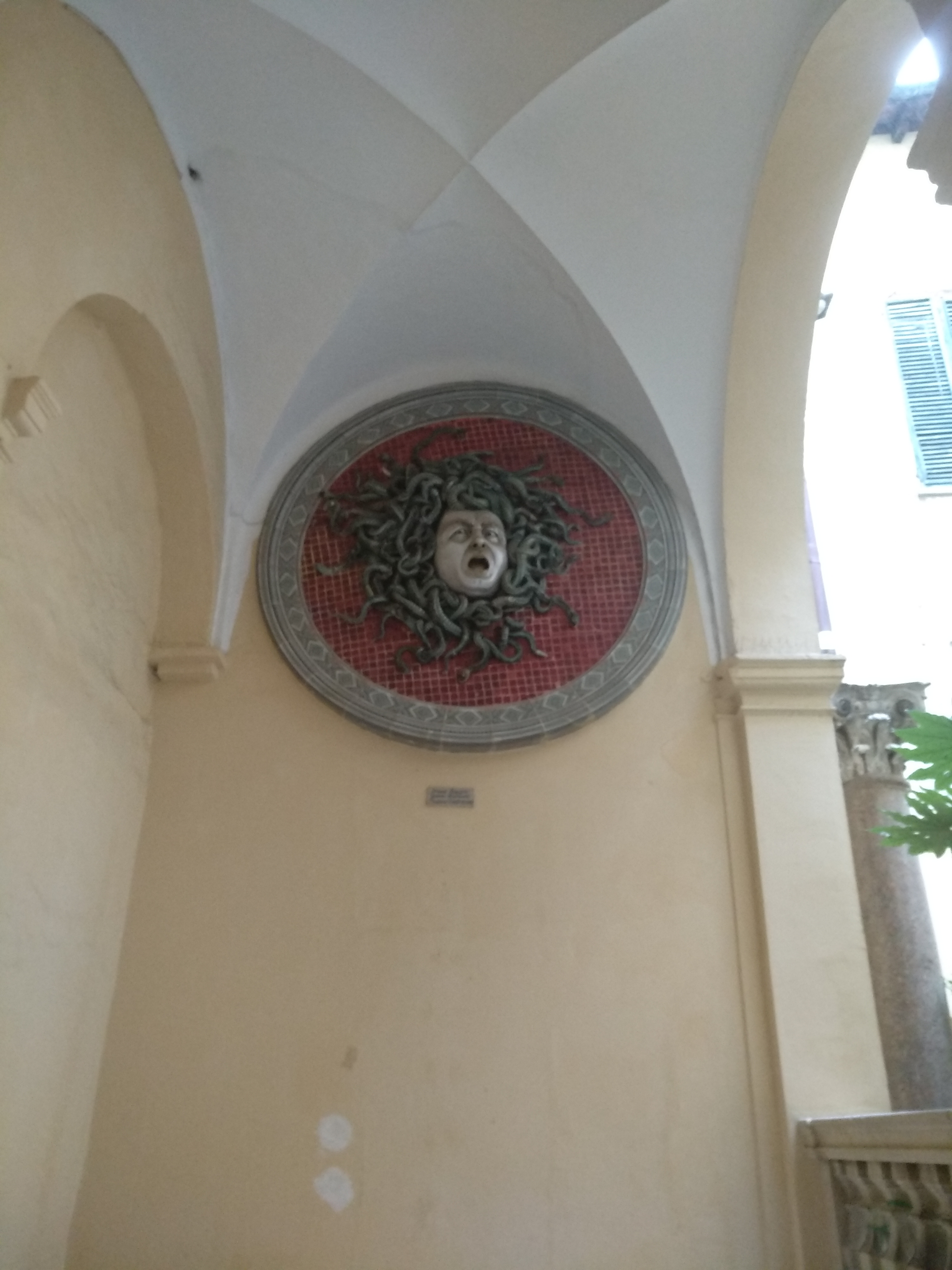
La Medusa di Mengaroni, oggi esposta permanentemente presso il Palazzo Mosca di Pesaro.

Tra il 1920 e il 1925 realizzò quattro opere da presentare alla seconda Biennale di Monza: Granchio marino, Pesce san Pietro, Testa di san Giovanni Battista e Medusa, grosso tondo in maiolica policroma ispirato allo Scudo con testa di Medusa di Caravaggio. 
Il 13 maggio 1925, durante le fasi di allestimento della mostra, la cassa a forma circolare dal peso di oltre dodici quintali contenente la Medusa scivolò durante il trasporto verso la scalinata della Villa Reale di Monza. Nel tentativo di salvare l'opera, Mengaroni rimase schiacciato dalla cassa stessa, morendo sul colpo all'età di 49 anni.